# Elkton (Virgínia)
Elkton és una població dels Estats Units a l'estat de Virgínia. Segons el cens del 2000 tenia 2.042 habitants.

## Demografia
Segons el cens del 2000, Elkton tenia 2.042 habitants, 862 habitatges, i 555 famílies. La densitat de població era de 575,5 habitants per km².
Dels 862 habitatges en un 28,3% hi vivien nens de menys de 18 anys, en un 47,9% hi vivien parelles casades, en un 11% dones solteres, i en un 35,5% no eren unitats familiars. En el 28,7% dels habitatges hi vivien persones soles l'11,3% de les quals corresponia a persones de 65 anys o més que vivien soles. El nombre mitjà de persones vivint en cada habitatge era de 2,34 i el nombre mitjà de persones que vivien en cada família era de 2,86.
Per edats la població es repartia de la següent manera: un 22,9% tenia menys de 18 anys, un 9,2% entre 18 i 24, un 30,6% entre 25 i 44, un 22,4% de 45 a 60 i un 14,9% 65 anys o més.
L'edat mediana era de 37 anys. Per cada 100 dones de 18 o més anys hi havia 88,1 homes.
La renda mediana per habitatge era de 35.556 $ i la renda mediana per família de 41.500 $. Els homes tenien una renda mediana de 30.032 $ mentre que les dones 21.996 $. La renda per capita de la població era de 17.192 $. Entorn del 4,7% de les famílies i el 6,8% de la població estaven per davall del llindar de pobresa.

## Poblacions més properes
El següent diagrama mostra les poblacions més properes.